# Anomalinidae
Anomalinidae es una familia de foraminíferos bentónicos de la superfamilia Asterigerinoidea, del suborden Rotaliina y del orden Rotaliida, actualmente considerada como inválida y sustituida por la Familia Alfredinidae aunque su estatus es todavía incierto. Su rango cronoestratigráfico abarcaba desde el Albiense superior (Cretácico inferior) hasta la Actualidad.

## Discusión
Clasificaciones previas incluyeron Anomalinidae en la superfamilia Chilostomelloidea. Posteriormente el género-tipo Anomalina fue considerado inválido, aceptándose como sustituto el género Epistomaroides de la familia Alfredinidae de la superfamilia Asterigerinoidea. El estatus del género-tipo es incierto dado que la petición de invalidarlo ante la Comisión Internacional de Nomenclatura Zoológica está pendiente de ser resuelta.

## Clasificación
Anomalinidae incluía al siguiente género:
- Anomalina

Otros géneros considerados en Anomalinidae son:
- Aristeropora, de estatus incierto
- Aspidospira, aceptado como Anomalina
- Brotzenella, considerado subgénero de Anomalina, Anomalina (Brotzenella), y aceptado como Gavelinella
- Porospira, aceptado como Anomalina
- Pseudovalvulineria, considerado subgénero de Anomalina, Anomalina (Pseudovalvulineria), y aceptado como Gavelinella